# Europese kampioenschappen kunstschaatsen 1931
De Europese Kampioenschappen kunstschaatsen 1931 was de 30e editie voor de mannen en de tweede editie voor de vrouwen en paren van het jaarlijks evenement dat georganiseerd wordt door de Internationale Schaatsunie (ISU).
Het mannentoernooi werd gehouden in Wenen, Oostenrijk. Het was de zesde keer dat het kampioenschap voor de mannen in Wenen plaatsvond, eerder werden de kampioenschappen van 1892, 1894, 1901, 1914 en 1927 er gehouden. Ook het eerste kampioenschap voor de vrouwen en paren vond in 1930 in Wenen plaats.
Het tweede EK toernooi voor de vrouwen en paren vonden beide in Sankt Moritz plaats. Het was de achtste keer dat een EK kampioenschap in Zwitserland plaatsvond, eerder werden de kampioenschappen voor de mannen van 1899, 1904, 1906, 1922, 1924, 1926 en 1929 in Davos gehouden.

## Historie
De Duitse en Oostenrijkse schaatsbond, verenigd in de "Deutscher und Österreichischer Eislaufverband", organiseerden zowel het eerste EK Schaatsen voor mannen als het eerste EK Kunstschaatsen voor mannen in 1891 in Hamburg, in toen nog het Duitse Keizerrijk, nog voor het ISU in 1892 werd opgericht. De internationale schaatsbond nam in 1892 de organisatie van het EK kunstschaatsen over. In 1895 werd besloten voortaan het WK kunstschaatsen te organiseren en kwam het EK te vervallen. In 1898, na twee jaar onderbreking, vond toch weer een herstart plaats van het EK kunstschaatsen.
De vrouwen en paren zouden vanaf 1930 jaarlijks om de Europese titel strijden. De ijsdansers streden vanaf 1954 om de Europese titel in het kunstschaatsen.

## Deelname
Er namen deelnemers uit zeven landen deel aan deze kampioenschappen. Zij vulden 19 startplaatsen in de drie disciplines in. Italië was het twaalfde land dat op de EK kunstschaatsen werd vertegenwoordigd, Reneé Volpato nam deel in het vrouwentoernooi.
Voor België kwam Yvonne de Ligne-Geurts voor de tweede keer uit in het vrouwentoernooi.
(Tussen haakjes het totaal aantal startplaatsen over de disciplines.)
| Oostenrijk (9) Hongarije (4) Duitsland (2) België (1) | Italië (1) Noorwegen (1) Zweden (1) |

## Medailleverdeling
Bij de mannen veroverde Karl Schäfer zijn derde Europese titel oprij. Het was zijn vijfde medaille, in 1927 werd hij derde en 1928 werd hij tweede. Voor Ernst Baier op de tweede plaats was het zijn eerste EK medaille. Hugo Distler op derde plaats veroverde zijn tweede medaille, in 1927 werd hij tweede.
Bij de vrouwen veroverde de debutante op het EK, Sonja Henie de Europese titel. Ze was de Olympische kampioene van 1928 (ook in Sankt Moritz) en de wereldkampioene van 1927, 1928, 1929, 1930. De eerste Europees kampioene bij de vrouwen in 1930, Fritzi Burger, veroverde dit jaar de tweede plaats. Debutante Hilde Holovsky behaalde de bronzen medaille.
De eerste Europese kampioenen bij de paren, Olga Orgonista / Sándor Szalay, prolongeerden hun in 1930 veroverde titel. Het paar op plaats twee, Emilia Rotter / László Szollás stonden ook in 1930 op de tweede plaats. Lilly Gaillard / Willy Petter namen de derde positie in.
| Discipline | Goud                           | Zilver                         | Brons                         |
| ---------- | ------------------------------ | ------------------------------ | ----------------------------- |
| Mannen     | Karl Schäfer                   | Ernst Baier                    | Hugo Distler                  |
| Vrouwen    | Sonja Henie                    | Fritzi Burger                  | Hilde Holovsky                |
| Paren      | Olga Orgonista / Sándor Szalay | Emilia Rotter / László Szollás | Lilly Gaillard / Willy Petter |

## Uitslagen
| Mannen | Mannen            | Mannen                                    | Mannen |
| #      | naam (deelname)   | land                                      | pc     |
| ------ | ----------------- | ----------------------------------------- | ------ |
| Goud   | Karl Schäfer (5)  | Vlag van Oostenrijk                       |        |
| Zilver | Ernst Baier (3)   | Vlag van Duitsland                        |        |
| Brons  | Hugo Distler (3)  | Vlag van Oostenrijk                       |        |
| 4      | Marcel Vadas      | Vlag van Hongarije (1915-1918, 1919-1946) |        |
| 5      | Otto Hartmann     | Vlag van Oostenrijk                       |        |
| 6      | Rudolf Zettelmann | Vlag van Oostenrijk                       |        |

| Vrouwen | Vrouwen                    | Vrouwen                                   | Vrouwen |
| #       | naam (deelname)            | land                                      | pc      |
| ------- | -------------------------- | ----------------------------------------- | ------- |
| Goud    | Sonja Henie                | Vlag van Noorwegen                        |         |
| Zilver  | Fritzi Burger (2)          | Vlag van Oostenrijk                       |         |
| Brons   | Hilde Holovsky             | Vlag van Oostenrijk                       |         |
| 4       | Vivi-Anne Hultén (2)       | Vlag van Zweden                           |         |
| 5       | Lilly Weiler (2)           | Vlag van Oostenrijk                       |         |
| 6       | Yvonne de Ligne-Geurts (2) | Vlag van België                           |         |
| 7       | Ilse Hornung (2)           | Vlag van Oostenrijk                       |         |
| 8       | Else Flebbe                | Vlag van Duitsland                        |         |
| 9       | Reneé Volpato              | Vlag van Italië (1861-1946)               |         |
| 10      | Piroska Leviczky           | Vlag van Hongarije (1915-1918, 1919-1946) |         |

| Er deden drie paren uit twee landen mee. De beide Hongaarse paren hadden al deelgenomen aan het EK van 1930. Het Oostenrijkse paar maakte hun EK debuut. \| Paren \| Paren \| Paren \| Paren \| \| # \| naam (deelname) \| land \| pc \| \| ------ \| ------------------------------------ \| ----------------------------------------- \| ----- \| \| Goud \| Olga Orgonista (2) Sándor Szalay (2) \| Vlag van Hongarije (1915-1918, 1919-1946) \| \| \| Zilver \| Emilia Rotter (2) László Szollás (2) \| Vlag van Hongarije (1915-1918, 1919-1946) \| \| \| Brons \| Lilly Gaillard Willy Petter \| Vlag van Oostenrijk \| \| |                                      |                                           |    |
| Paren |                                      |                                           |    |
| # | naam (deelname)                      | land                                      | pc |
| Goud | Olga Orgonista (2) Sándor Szalay (2) | Vlag van Hongarije (1915-1918, 1919-1946) |    |
| Zilver | Emilia Rotter (2) László Szollás (2) | Vlag van Hongarije (1915-1918, 1919-1946) |    |
| Brons | Lilly Gaillard Willy Petter          | Vlag van Oostenrijk                       |    |

Medaillewinnaars

Mannen · 
Vrouwen ·
Paren · 
IJsdansen

Toernooi

1891 · 
1892 · 
1893 · 
1894 · 
1895 · 
1896-1897 · 
1898 · 
1899 · 
1900 · 
1901 · 
1902-1903 · 
1904 · 
1905 · 
1906 · 
1907 · 
1908 · 
1909 · 
1910 · 
1911 · 
1912 · 
1913 · 
1914 · 
1915-1921 · 
1922 · 
1923 · 
1924 · 
1925 · 
1926 · 
1927 · 
1928 · 
1929 · 
1930 · 
1931 · 
1932 · 
1933 · 
1934 · 
1935 · 
1936 · 
1937 · 
1938 · 
1939 ·
1940-1946 · 
1947 · 
1948 · 
1949 · 
1950 · 
1951 · 
1952 · 
1953 · 
1954 · 
1955 · 
1956 · 
1957 · 
1958 · 
1959 · 
1960 · 
1961 · 
1962 · 
1963 · 
1964 · 
1965 · 
1966 · 
1967 · 
1968 · 
1969 · 
1970 · 
1971 · 
1972 · 
1973 · 
1974 · 
1975 · 
1976 · 
1977 · 
1978 · 
1979 · 
1980 · 
1981 · 
1982 · 
1983 · 
1984 · 
1985 · 
1986 · 
1987 · 
1988 · 
1989 · 
1990 · 
1991 · 
1992 · 
1993 · 
1994 · 
1995 ·
1996 · 
1997 · 
1998 · 
1999 · 
2000 · 
2001 · 
2002 · 
2003 · 
2004 · 
2005 · 
2006 ·
2007 ·
2008 ·
2009 ·
2010 ·
2011 ·
2012 ·
2013 ·
2014 ·
2015 ·
2016 ·
2017 ·
2018 ·
2019 ·
2020 ·
2021 · 
2022 · 
2023 · 
2024 · 
2025

WK kunstschaatsen ·
WK kunstschaatsen junioren ·
Viercontinentenkampioenschap ·
Olympische Spelen